# Kleinlangheim
Kleinlangheim – gmina targowa w Niemczech, w kraju związkowym Bawaria, w rejencji Dolna Frankonia, w regionie Würzburg, w powiecie Kitzingen, wchodzi w skład wspólnoty administracyjnej Großlangheim. Leży około 9 km na północny wschód od Kitzingen, przy autostradzie A3 i linii kolejowej Schweinfurt – Kitzingen.

## Dzielnice
W skład gminy wchodzą trzy dzielnice: 
- Atzhausen
- Haidt
- Stephansberg

## Polityka
Wójtem jest Roland Lewandowski. Rada gminy składa się z 12 członków:
|      | CSU | SPD | FW | Blok Wyborczy Atzhausen | Razem     |
| 2002 | 3   | 2   | 5  | 2                       | 12 miejsc |

## Zabytki i atrakcje
- góra Zamkowa
- ratusz
- Kościół pw. św. Jerzego (St. Georg)
- dworzec kolejowy
- Targi jesienne
- Targi bożonarodzeniowe
- Święto Wina